# Kanton Olmedo (Loja)
Der Kanton Olmedo befindet sich in der Provinz Loja im Süden von Ecuador. Er besitzt eine Fläche von 112,5 km². Im Jahr 2010 betrug die Einwohnerzahl 4870. Für 2020 wurde eine Einwohnerzahl von 4220 angenommen. Verwaltungssitz des Kantons ist die Ortschaft Olmedo mit 622 Einwohnern (Stand 2010). Der Kanton Olmedo entstand am 24. Februar 1997 als Abspaltung des Kantons Paltas.

## Lage
Der Kanton Olmedo befindet sich in den Anden im zentralen Norden der Provinz Loja. Der Kanton wird hauptsächlich nach Norden über den Río Puyango entwässert. Die Fernstraße E50 von Loja nach Arenillas führt durch den Kanton und an dessen Hauptort Olmedo vorbei.
Der Kanton Olmedo grenzt im Osten an den Kanton Catamayo, im Süden und im Südwesten an den Kanton Paltas sowie im Norden an den Kanton Chaguarpamba.

## Verwaltungsgliederung
Der Kanton Olmedo ist in die Parroquia urbana („städtisches Kirchspiel“)
- Olmedo

und in die Parroquia rural („ländliches Kirchspiel“)
- La Tingue

gegliedert.